# Weihnachtszeit (Album)
Weihnachtszeit ist das zweite Weihnachtsalbum des deutschen Schlagersängers Roland Kaiser. Es wurde am 8. Oktober 2021 bei der RCA Records veröffentlicht. Am 10. November 2023 erfuhr es eine Neuauflage unter dem Titel Goldene Weihnachtszeit mit ergänzenden Titeln und Duetten, wie mit Michelle Hunziker, Melissa Naschenweng und Nana Mouskouri.

## Hintergrund
Am 8. Oktober 2021 veröffentlichte Kaiser nach seinem ersten im November 2009 erschienenem Weihnachtsalbum Besinnliche Weihnachten sein zweites Weihnachtsalbum Weihnachtszeit bei RCA Records. Auf dem Album ist das Weihnachtslied Klinget hell ihr Glocken im Duett mit Maite Kelly enthalten, das er erstmals 2019 im Adventsfest der 100.000 Lichter präsentierte. Ebenso befindet sich auf dem Album ein Duett mit Helene Fischer, die Lady Gagas und Bradley Coopers Shallow neu interpretieren.
2021 entstand beim MDR ein gleichnamiges TV-Special zum neuen Album, das am 27. November 2021 auf Das Erste erstmals ausgestrahlt wurde.
2023 nahm Kaiser eine Neuauflage seines Weihnachtsalbums mit dem Titel Goldene Weihnachtszeit auf, das fünf Bonustitel beinhaltet. In den Medien wurde der Titel Baby, It’s Cold Outside mit Michelle Hunziker als „Skandalsong“ bezeichnet.

## Titelliste

### Weihnachtszeit
| Nr.          | Titel                                                          | Länge |
| ------------ | -------------------------------------------------------------- | ----- |
| 1.           | Süßer die Glocken nie klingen (Version 2021)                   | 3:41  |
| 2.           | Leise rieselt der Schnee (Version 2021)                        | 2:56  |
| 3.           | Winter Wonderland                                              | 3:10  |
| 4.           | When a Child Is Born (feat. Olga Peretyatko)                   | 4:30  |
| 5.           | Alle Jahre wieder (Version 2021)                               | 3:03  |
| 6.           | O Tannenbaum (Version 2021)                                    | 2:22  |
| 7.           | Mary’s Boy Child                                               | 3:29  |
| 8.           | Happy Xmas (War Is Over) (feat. Jan Josef Liefers, Axel Prahl) | 3:47  |
| 9.           | In the Ghetto                                                  | 3:07  |
| 10.          | Engel auf den Feldern singen (gloria in excelsis Deo)          | 3:25  |
| 11.          | O du fröhliche (Version 2021)                                  | 3:48  |
| 12.          | Let It Snow                                                    | 2:31  |
| 13.          | White Christmas                                                | 2:44  |
| 14.          | Wunderbar ist die Welt                                         | 2:45  |
| 15.          | Stille Nacht (Version 2021)                                    | 2:54  |
| Gesamtlänge: | Gesamtlänge:                                                   | ?     |

| Nr.          | Titel                                                                | Länge |
| ------------ | -------------------------------------------------------------------- | ----- |
| 1.           | When a Child Is Born [Solo]                                          | 4:29  |
| 2.           | Happy Xmas (War Is Over) (Version 2021) [Solo]                       | 3:47  |
| 3.           | Winterwunderland                                                     | 3:11  |
| 4.           | Klinget hell ihr Glocken (feat. Maite Kelly)                         | 3:12  |
| 5.           | Shallow (Live, feat. Helene Fischer)                                 | 3:33  |
| 6.           | Klinget hell ihr Glocken (Instrumental)                              | 3:12  |
| 7.           | Süßer die Glocken nie klingen (Instrumental)                         | 3:40  |
| 8.           | Leise rieselt der Schnee (Instrumental)                              | 2:53  |
| 9.           | Alle Jahre wieder (Instrumental)                                     | 3:02  |
| 10.          | O Tannenbaum (Instrumental)                                          | 2:23  |
| 11.          | Engel auf den Feldern singen (gloria in excelsis Deo) (Instrumental) | 3:24  |
| 12.          | O du fröhliche (Instrumental)                                        | 3:47  |
| 13.          | Let It Snow (Instrumental)                                           | 2:29  |
| 14.          | White Christmas (Instrumental)                                       | 2:43  |
| 15.          | Stille Nacht (Instrumental)                                          | 2:52  |
| Gesamtlänge: | Gesamtlänge:                                                         | ?     |

### Goldene Weihnachtszeit
| Nr.          | Titel                                                           | Länge |
| ------------ | --------------------------------------------------------------- | ----- |
| 1.           | Baby, It’s Cold Outside (feat. Michelle Hunziker)               | 3:00  |
| 2.           | Süßer die Glocken nie klingen (Version 2021)                    | 3:41  |
| 3.           | Leise rieselt der Schnee (Version 2021)                         | 2:56  |
| 4.           | It’s the Most Wonderful Time of the Year (feat. Nana Mouskouri) | 2:40  |
| 5.           | Winter Wonderland                                               | 3:10  |
| 6.           | When a Child Is Born (feat. Olga Peretyatko)                    | 4:30  |
| 7.           | Alle Jahre wieder (Version 2021)                                | 3:03  |
| 8.           | O Tannenbaum (Version 2021)                                     | 2:22  |
| 9.           | Es wird scho glei dumpa (feat. Melissa Naschenweng)             | 3:48  |
| 10.          | Mary’s Boy Child                                                | 3:29  |
| 11.          | Happy Xmas (War Is Over) (feat. Jan Josef Liefers, Axel Prahl)  | 3:47  |
| 12.          | In the Ghetto                                                   | 3:07  |
| 13.          | Engel auf den Feldern singen (gloria in excelsis Deo)           | 3:25  |
| 14.          | O du fröhliche (Version 2021)                                   | 3:48  |
| 15.          | Auld Lang Syne (feat. Till Brönner)                             | 4:07  |
| 16.          | Let It Snow                                                     | 2:31  |
| 17.          | White Christmas                                                 | 2:44  |
| 18.          | Wunderbar ist die Welt                                          | 2:45  |
| 19.          | Stille Nacht (Version 2021)                                     | 2:54  |
| Gesamtlänge: | Gesamtlänge:                                                    | ?     |

| Nr.          | Titel                                                                         | Länge |
| ------------ | ----------------------------------------------------------------------------- | ----- |
| 1.           | Santa Claus Is Coming to Town                                                 | 3:21  |
| 2.           | Winterwunderland                                                              | 3:11  |
| 3.           | Klinget hell ihr Glocken (feat. Maite Kelly)                                  | 3:12  |
| 4.           | Shallow (Live, feat. Helene Fischer)                                          | 3:33  |
| 5.           | When a Child Is Born (Solo)                                                   | 4:29  |
| 6.           | Happy Xmas (War Is Over) (Version 2021) [Solo]                                | 3:47  |
| 7.           | Santa Claus Is Coming to Town (Instrumental)                                  | 3:21  |
| 8.           | Klinget hell ihr Glocken (feat. Maite Kelly, Instrumental)                    | 3:12  |
| 9.           | Baby, It’s Cold Outside (feat. Michelle Hunziker, Instrumental)               | 3:00  |
| 10.          | Süßer die Glocken nie klingen (Instrumental)                                  | 3:40  |
| 11.          | Leise rieselt der Schnee (Instrumental)                                       | 2:53  |
| 12.          | It’s the Most Wonderful Time of the Year (feat. Nana Mouskouri, Instrumental) | 2:41  |
| 13.          | Alle Jahre wieder (Instrumental)                                              | 3:02  |
| 14.          | O Tannenbaum (Instrumental)                                                   | 2:23  |
| 15.          | Es wird scho glei dumpa (feat. Melissa Naschenweng, Instrumental)             | 3:49  |
| 16.          | Engel auf den Feldern singen (gloria in excelsis Deo) (Instrumental)          | 3:24  |
| 17.          | O du fröhliche (Instrumental)                                                 | 3:46  |
| 18.          | Auld Lang Syne (feat. Till Brönner, Instrumental)                             | 4:06  |
| 19.          | Let It Snow (Instrumental)                                                    | 2:29  |
| 20.          | White Christmas (Instrumental)                                                | 2:43  |
| 21.          | Stille Nacht (Instrumental)                                                   | 2:52  |
| Gesamtlänge: | Gesamtlänge:                                                                  | ?     |

## Kommerzieller Erfolg

### Chartplatzierungen
| Periode   | Höchstplatzierung, GesamtwochenChartplatzierungen (Periode, Platzierungen, Wochen) | Höchstplatzierung, GesamtwochenChartplatzierungen (Periode, Platzierungen, Wochen) | Höchstplatzierung, GesamtwochenChartplatzierungen (Periode, Platzierungen, Wochen) |
| Periode   | DE                                                                                 | AT                                                                                 | CH                                                                                 |
| --------- | ---------------------------------------------------------------------------------- | ---------------------------------------------------------------------------------- | ---------------------------------------------------------------------------------- |
| 2021/22   | DE3 (13 Wo.)DE                                                                     | AT8 (11 Wo.)AT                                                                     | CH25 (12 Wo.)CH                                                                    |
| 2022/23   | DE23 (8 Wo.)DE                                                                     | AT28 (4 Wo.)AT                                                                     | —                                                                                  |
| 2023/24   | DE7 (7 Wo.)DE                                                                      | AT12 (6 Wo.)AT                                                                     | CH64 (3 Wo.)CH                                                                     |
| Insgesamt | DE3 (28 Wo.)DE                                                                     | AT8 (21 Wo.)AT                                                                     | CH25 (15 Wo.)CH                                                                    |

### Auszeichnungen für Musikverkäufe
| Land/Region        | Auszeichnungen für Musikverkäufe (Land/Region, Auszeichnung, Verkäufe) | Verkäufe |
| ------------------ | ---------------------------------------------------------------------- | -------- |
| Deutschland (BVMI) | Gold                                                                   | 100.000  |
| Insgesamt          | 1× Gold ·                                                              | 100.000  |